# HD 2767
HD 2767 — звезда, оранжевый гигант, находящаяся в созвездии Андромеда на расстоянии приблизительно 375,61 св. лет от Земли. Является двойной или кратной звездой. По состоянию на 2007 год, радиус звезды оценивается в 11,05 солнечного радиуса. Исходя из положительной радиальной скорости, звезда удаляется от Солнца. Планет у HD 2767 обнаружено не было. Звезда видима невооружённым глазом на ночном небе.